# Plantières Queuleu
Plantières Queuleu est un quartier de Metz constitué de l’ancienne commune de Plantières et de l’urbanisation de la pente du fort de Queuleu, le quartier est rattaché à la commune de Metz depuis 1908.
Ses habitants sont nommés les Cuculotins.

## Étymologie

### Plantières
- Planturis (1161), Planteires (1209), Plantierez (1341), Planteire (1436), Plaintière (1485), Plantier & Plantierre (1756).
- Piantire en Lorrain.

### Queuleu
- Cuclido ou Cuelido en 945[1].

Deux hypothèses sur l’étymologie du nom : 
- Quelle (source en allemand) ;
- Queu Leu (Queue du Loup). En effet, les habitants de Queuleu étaient pour leur majeure partie des agriculteurs. Ainsi lors des trois jours qui précèdent la fête de l'Ascension, les habitants avaient pour coutume de processionner à travers champs durant les Rogations. Ils marchaient ainsi à la queue leu leu, les uns à la suite des autres, comme des leux (loups en vieux français). Cette hypothèse serait d'autant plus plausible qu'à l'époque « se promener en queue leu leu » était synonyme de processionner pour les Rogations[3].

## Géographie
La commune de Plantières-Queuleu était à la base scindée en deux communes : Plantières, intégrant l'extrême nord du territoire actuel et l'est du quartier de Bellecroix, et Queuleu, comprenant le reste.
Le quartier est marqué par la présence de la Seille et de sa vallée, dans sa partie ouest, tandis que la colline de Bellecroix marque sa partie nord. Il est situé au cœur géographique de la ville de Metz, encadré au nord par le quartier de Bellecroix, comprenant la colline homonyme, à l’ouest par celui du Sablon, au sud par Magny, et à l’est par Borny, Grigy-Technopôle et Vallières-Les Bordes.

## Histoire
Queuleu, sur sa colline qui était traversée par la voie romaine Metz-Strasbourg, était un lieu-dit de la communauté de Plantières. Des Messins aisés y font construire de belles demeures à la veille de la Révolution (Gardeur-Lebrun, ingénieur, Ladoucette, avocat au parlement de Paris…).
En 1789 le quartier de Queuleu est rattaché à Plantières.
Durant le XIXe siècle et XXe siècle la commune s'urbanise et s'agrandit avec de nombreux services.
Le 1er avril 1908, la commune de Plantières-Queuleu sont officiellement intégrées au district urbain  de Metz (Stadtkreis Metz).
C'est un quartier d'habitation orné de casernes construites lors de l'annexion à l' Empire Allemand.
En 1979, les premiers détenus sont accueillis dans la nouvelle prison de Metz-Queuleu, ultramoderne pour l'époque.

## Héraldique
|  | Blason du village de Plantières, partie nord de l'actuel quartier en plus d'une section de Bellecroix. |

## Lieux et monuments
- fort de Queuleu : fort militaire de type Séré de Rivières et camp d’internement nazi ;
- hôpital militaire Legouest

### Édifices religieux
- chapelle de l’hôpital Legouest ;
- chapelle du cimetière de l’Est ;
- cimetière de l’Est : crée en 1832, les deux entrées du cimetière datent de 1834 et 1864. Il est aujourd’hui inscrit à l’inventaire du patrimoine pour ses sépultures anciennes, l’architecture de certaines tombes et la notoriété de ceux qui y reposent[6].
- église de l’Immaculée-Conception, 47 rue du Trois-Evêchés ; l’architecte Joseph Muller commence la construction en juin 1913, elle est interrompue par la guerre ; un nouvel architecte nommé Collin reprend les travaux en 1919 : le projet initial est revu faute de budget, la flèche est abaissée de dix mètres et la décoration sculptée est allégée ; l’édifice est consacré le 24 juillet 1924. Le tympan du portail principal est retravaillé et sculpté en 2014 pour les 100 ans de l'église[7];
- église Saint-Bernard, 1 rue Monseigneur Pelt ; construite entre 1952 et 1955, l’édifice pourrait être comparé à un temple romain flanqué d’un clocher ; bénie par Mgr Heintz le 26 juin 1955 ; d’abord rattachée à la paroisse de Queuleu sous la forme d’un vicariat résidentiel, elle acquiert son indépendance en 1986 ; le Christ — œuvre maîtresse de l’église —, la statue en bois du Sacré-Cœur et le chemin de croix sont réalisés par J. Saur ; des vitraux réalisés par de jeunes artistes parisiens illustrent le Salve Regina ; le tableau de la tribune représente saint Bernard de Clairvaux prêchant la deuxième croisade à Vézelay ; les cloches, primitivement installées sur l’église Saint-Paul et Sainte-Rita d'Alger, ont été rapatriées en 1965 et offertes à l’église Saint-Bernard[8].
- temple protestant de Queuleu, rue du roi Albert, inauguré en 1904 : édifice de style néo-roman construit en grès rose et en pierre de Jaumont dans le même esprit que le temple Neuf ; œuvre de Ludwig Levy de Karlsruhe ; le tympan représente la Sainte Cène et un Christ ; la tour est décentré sur la gauche de l’édifice ; l’intérieur est éclairé par deux roses latérales ; coupole centrale et galerie surmontée de tribunes à gauche[9]. Désaffecté.
- temple mormon, 11 rue Maurice Bompard.

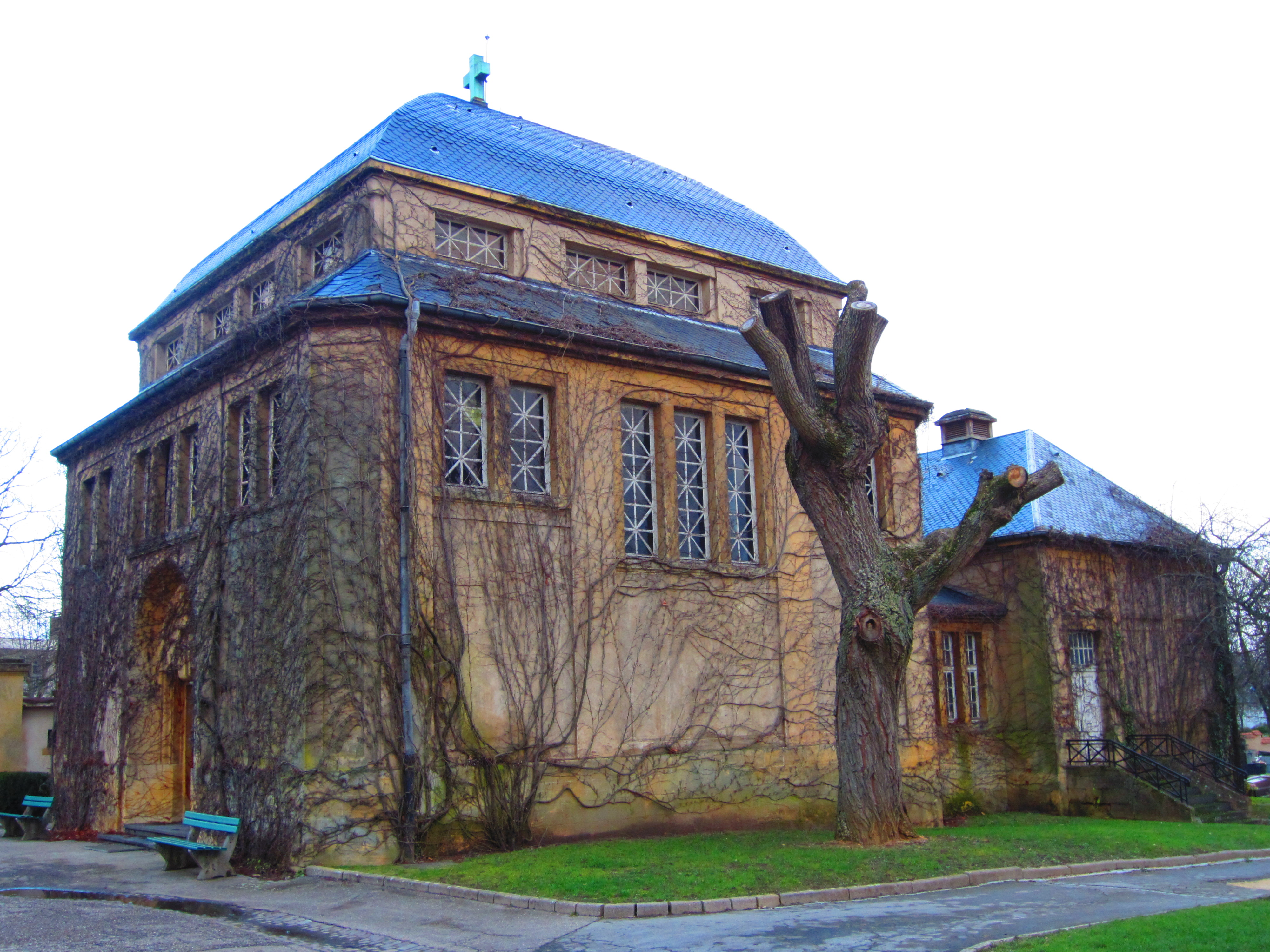
Chapelle du cimetière de l’Est.
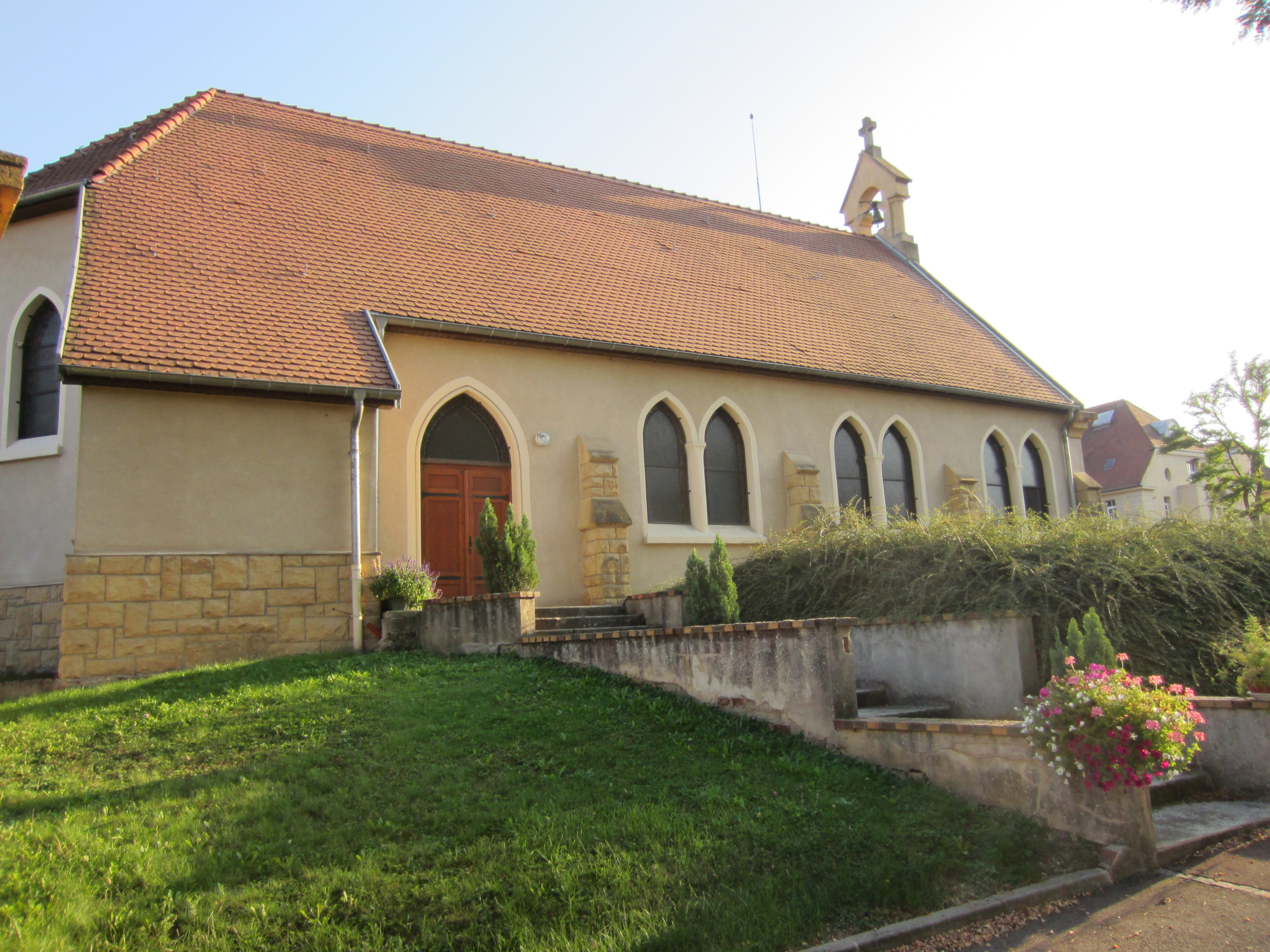
Chapelle de l’hôpital Legouest.
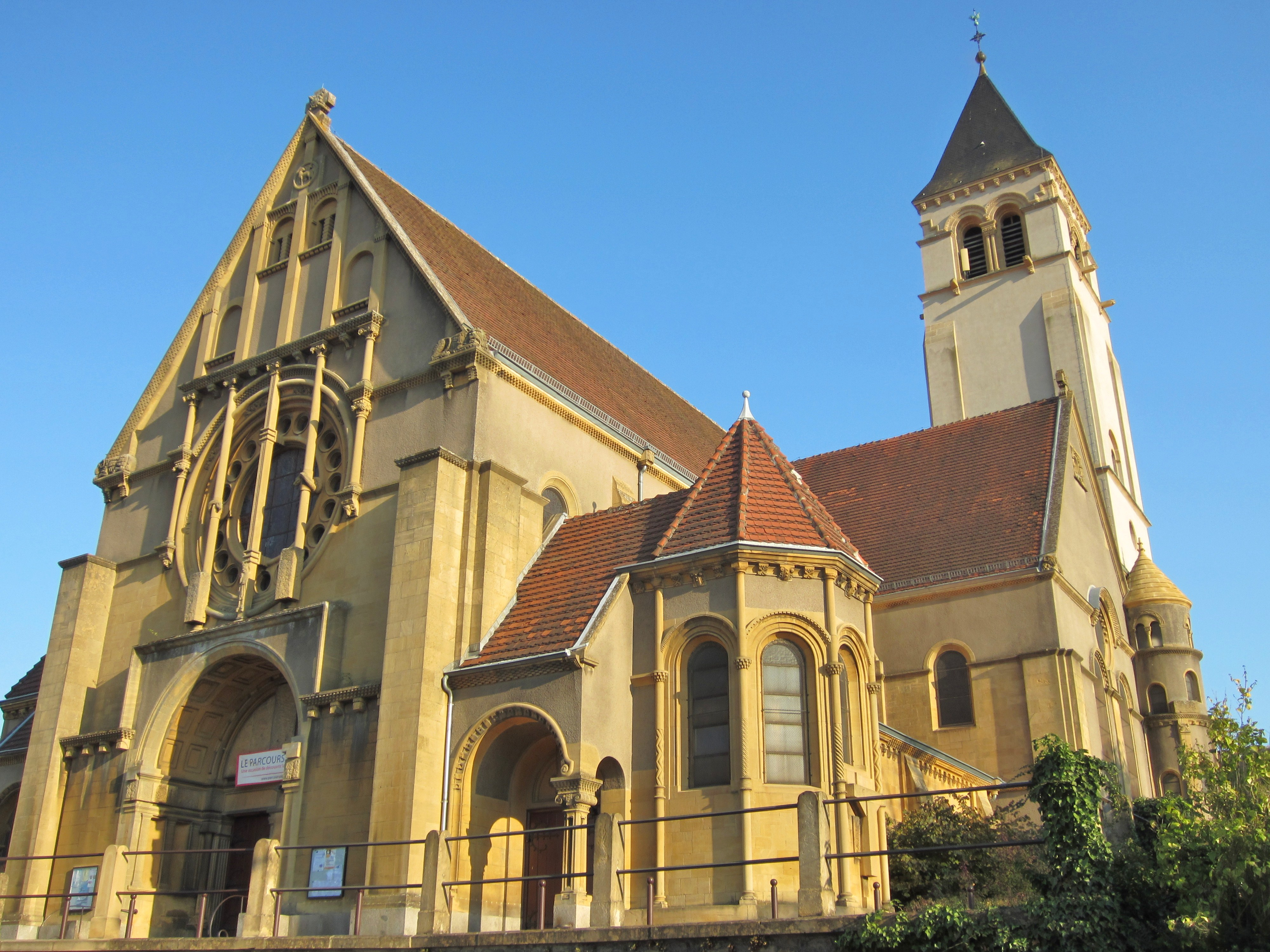
Église de l’Immaculée-Conception à Queuleu.
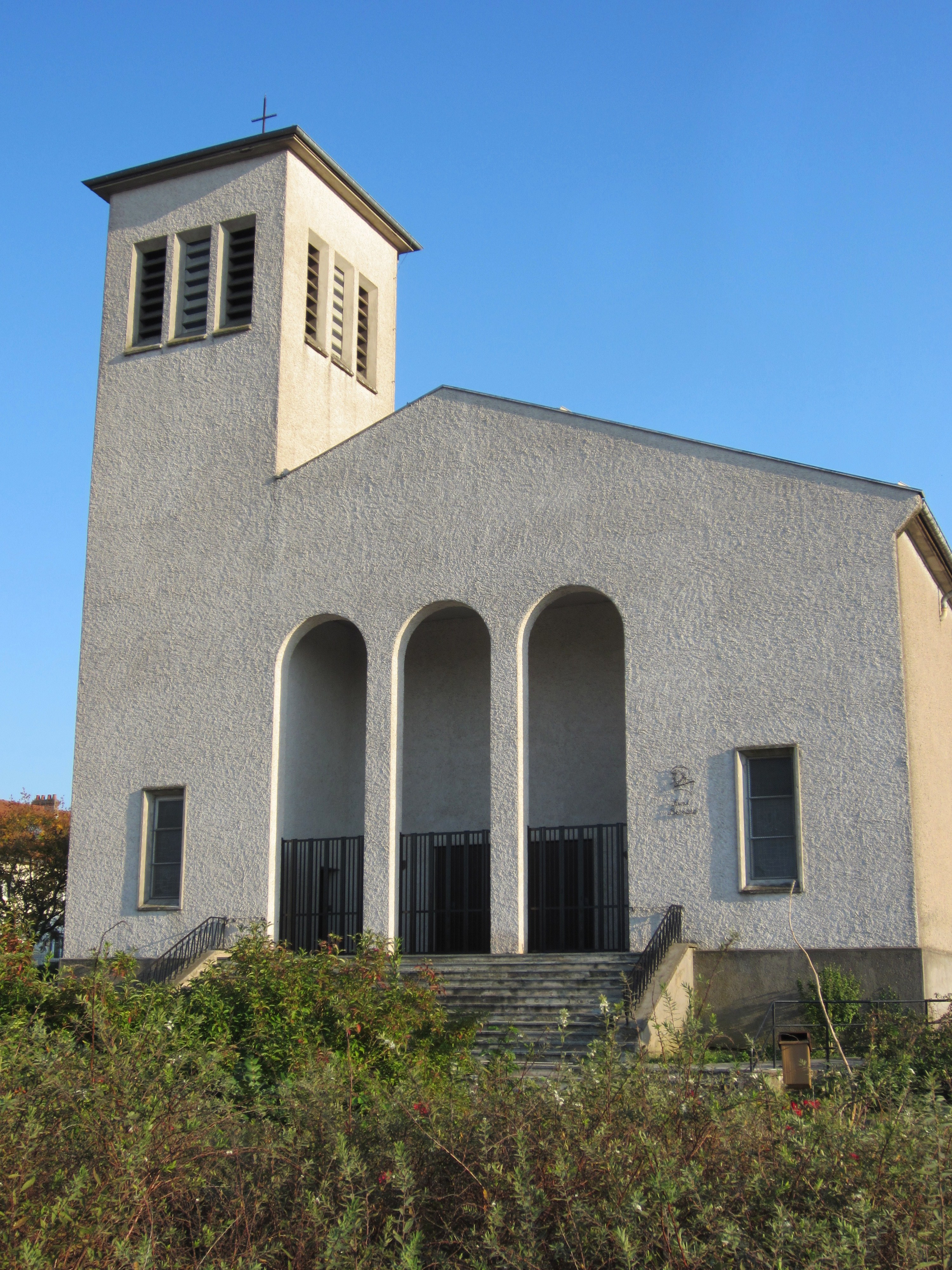
Église Saint-Bernard à Plantières.
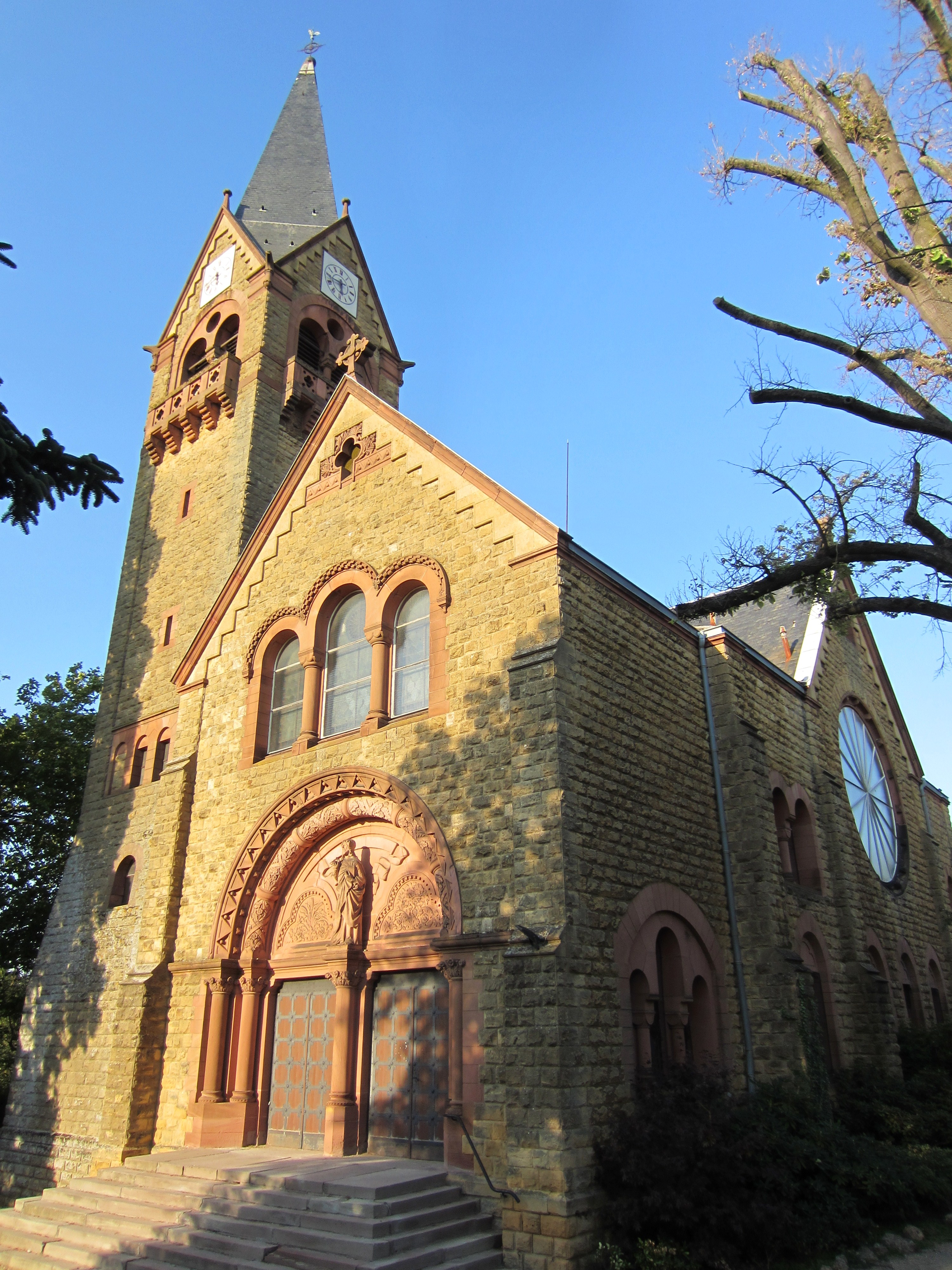
Temple protestant de Queuleu.

## Enseignement
- École primaire/maternelle Camille Hilaire
- École primaire/maternelle 'l'ile aux enfants
- Collège Philippe-de-Vigneulles, 20, rue des Déportés.
- Institution de La Salle Metz
- école maternelle les Roitelets et les pigeonniers.
- école primaire Jean Burger